# ローランド・MC-09

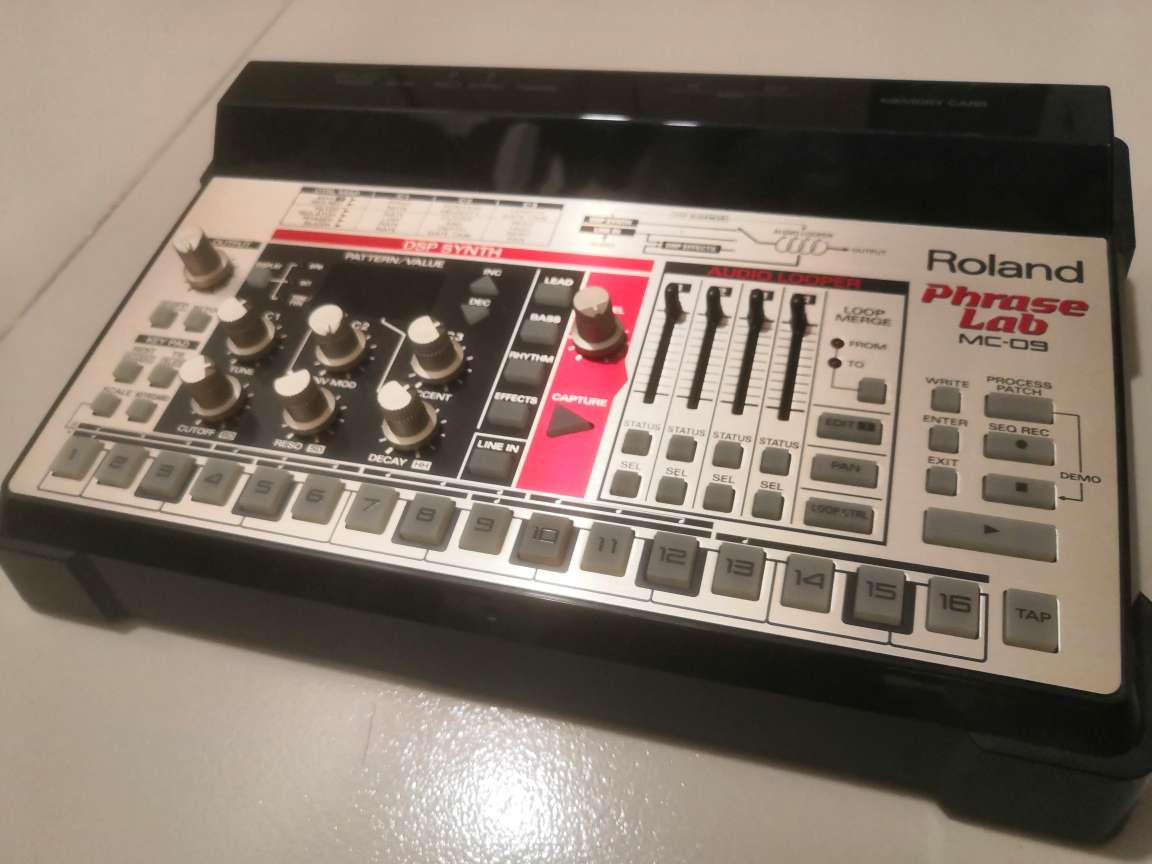
MC-09の外観

MC-09は、楽器メーカーのローランド社がかつて製造、販売していたシンセサイザーである。
ダンス・ミュージックなどを構成するループ・フレーズを、感覚的な操作で作ることができる“フレーズ作成マシン”として、2002年5月23日に発売された。 すでに生産完了となっている。

## 概要
アシッドハウスの代名詞と言える、同社のシンセベースであるTB-303の音色や操作性をエミュレートした代替機である。シンセ音源の他に、エフェクト機能とオーディオルーパー（4パートフレーズサンプラー）を搭載している。簡易サンプラーとして、ピッチ変更やフレーズをチョッピングして並べ替えることができる。単音のモノシンセであるが、搭載しているオーディオルーパーを使用することで、複数の音を同時に鳴らすことが可能になる。
アナログシンセをデジタルでシミュレートしているDSPシンセに分類される。

## 主な機能
- ベース、リード、ドラム用のDSPシンセサイザー
- 16ステップのパターンシーケンサー（最大２小節）
- 4トラックのオーディオルーパー
- ループコントロール機能
- エフェクター機能（オーバードライブ、ディストーション、フェイザー、スライサー）

## 入出力
- ステレオオーディオインおよびアウト接続
- MIDIインおよびアウト接続
- ヘッドフォンアウト接続

## 外部ストレージ
- スマートメディア

## 発売時の付録
- オーディオ素材収録のCD「ループ・フレーズ・ライブラリー ｆｏｒ MC-09」